# Парламентские выборы в Зимбабве (2018)
Парламентские выборы в Зимбабве прошли 30 июля 2018 года.

## Результаты

### Палата собрания Зимбабве
| Партия                                                                                       | Партия                                           | Голосов   | %     | Мест        | Мест          | Мест  |
| Партия                                                                                       | Партия                                           | Голосов   | %     | Общие места | Женская квота | Всего |
| -------------------------------------------------------------------------------------------- | ------------------------------------------------ | --------- | ----- | ----------- | ------------- | ----- |
|                                                                                              | ЗАНС-ПФ                                          | 2 477 708 | 52,35 | 144         | 35            | 179   |
|                                                                                              | Движение за демократические перемены — Альянс    | 1 624 875 | 34,33 | 64          | 24            | 88    |
|                                                                                              | Движение за демократические перемены — Цвангираи | 161 824   | 3,42  | 0           | 1             | 1     |
|                                                                                              | Национальный патриотический фронт                | 49 103    | 1,04  | 1           | 0             | 1     |
|                                                                                              | Независимые                                      | 238 179   | 5,03  | 1           | 0             | 1     |
| Всего                                                                                        | Всего                                            | 4 732 851 | 100   | 210         | 60            | 270   |
| Источник: Избирательная комиссия Зимбабве Архивная копия от 8 ноября 2020 на Wayback Machine |                                                  |           |       |             |               |       |

### Сенат Зимбабве
| Партия                                                          | Партия                                           | Мест |
| --------------------------------------------------------------- | ------------------------------------------------ | ---- |
|                                                                 | ЗАНС-ПФ                                          | 34   |
|                                                                 | Движение за демократические перемены — Альянс    | 25   |
|                                                                 | Движение за демократические перемены — Цвангираи | 1    |
|                                                                 | Вожди                                            | 18   |
|                                                                 | Люди с ограниченными возможностями               | 2    |
| Всего                                                           | Всего                                            | 80   |
| Source: ZBC Архивная копия от 3 августа 2018 на Wayback Machine |                                                  |      |